# Trichacis huberi
Trichacis huberi är en stekelart som beskrevs av Lubomir Masner 1983. Trichacis huberi ingår i släktet Trichacis och familjen gallmyggesteklar. Inga underarter finns listade i Catalogue of Life.